# Homospora lymantriodes
Homospora lymantriodes är en fjärilsart som beskrevs av Louis Beethoven Prout 1913. Homospora lymantriodes ingår i släktet Homospora och familjen mätare. Inga underarter finns listade i Catalogue of Life.